# Pískování (kolejová doprava)

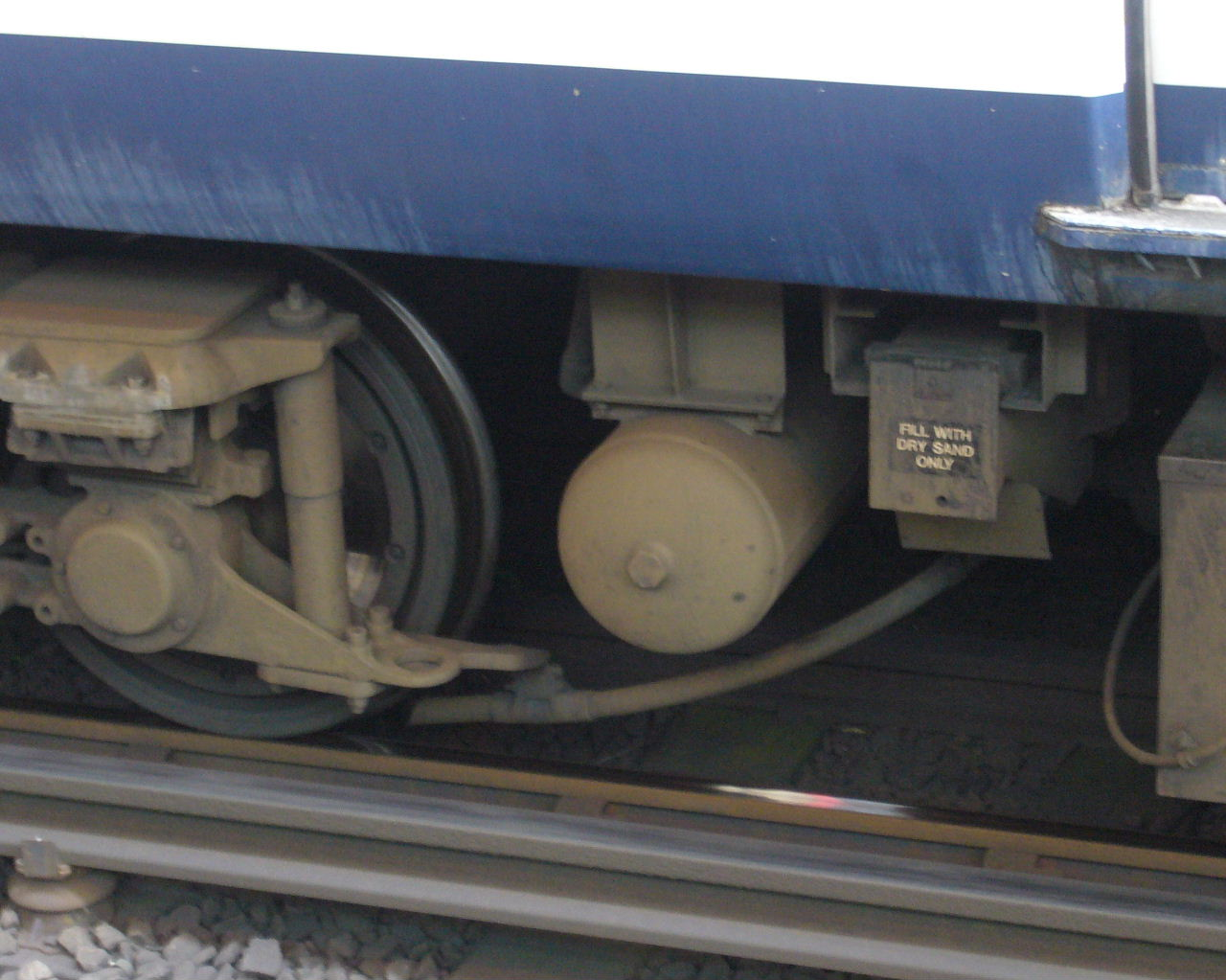
Písečník a hadice pro přívod písku ke kolu (na britské elektrické jednotce řady 319)

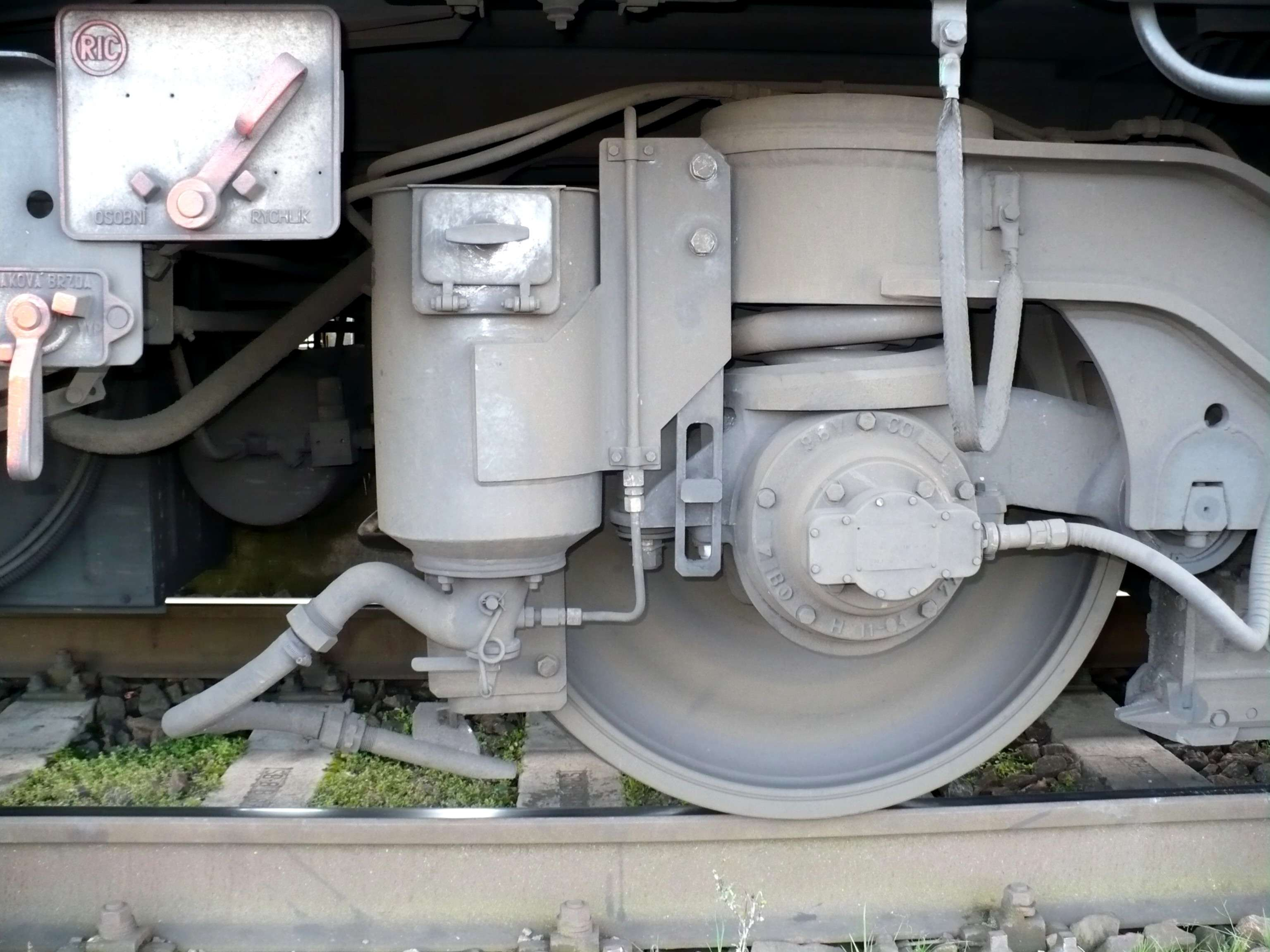
Písečník a hadice pro přívod písku ke kolu na řídicím voze řady 971 ČD

Pískování je sypání písku na hlavy kolejnic za účelem zvýšení adheze. Pískování lze v případě potřeby používat při rozjezdu kolejového vozidla i při brzdění. Pískování se používá v případech, kdy kolej je kluzká, tedy zejména je-li vlhká (orosení, znečištění biologickými materiály, například listím nebo drobnými živočichy),[zdroj?] zatímco námraza nebo mokrá kolej adhezní podmínky zhoršují méně.[zdroj?] Potřeba i technika sypání je závislá také na parametrech trati (zejména jejím sklonu) a vlaku (zejména hmotnosti a nápravovém zatížení).
Sypání ovládá řidič nebo strojvedoucí podle potřeby mechanicky (pomocí táhla klapky sypače) nebo s využitím elektropneumatického ovládání (elektropneumatický ventil přívodu stlačeného vzduchu); u moderních vozidel může být ovládáno i automaticky. U starších vozidel posádka vozidla sypala písek ručně (lopatkou) ze zásobníku do násypky vedoucí pod kola.

## Železniční doprava
V železniční dopravě se zpravidla pískuje ze zásobníků (písečníků) a sypačů (pískovačů) umístěných přímo na vozidlech jedoucích v čele vlaku (hnacích drážních vozidlech nebo řídicích vozech). Od nich vede trubka před kola vozidla. Sypač uvolňuje písek ze zásobníku na hlavy kolejnic před kola vozidla, písek rozdrcený koly pak zčásti přilne[zdroj?] ke kolejnici. Písek je u současných vozidel dopravován pneumaticky a pod kolo zafukován; to je významné v případě rozjezdu z nulové rychlosti a směrováním se omezuje spotřeba písku. Pískování se u některých vozidel spouští automaticky také, použije-li strojvedoucí rychlobrzdu; to mu umožňuje opustit stanoviště pro vlastní záchranu.[zdroj?]

## Tramvajová doprava
V tramvajích mohou být zásobníky písku umístěny například pod předními sedačkami pro cestující, u modernějších tramvají mohou být sypače i před dalšími podvozky.  Nebývá k dispozici stlačený vzduch a pískovací zařízení je ovládáno mechanicky nebo elektromechanicky. Sypání se provádí především přímo z dopravních vlaků, avšak v exponovaných úsecích může být prováděno i preventivní sypání speciálními posypovými vozy. Kluzkost kolejí zvyšuje také solení vozovek, protože sůl je hygroskopická. Solení komunikací s tramvajovým provozem na neodděleném tramvajovém pásu tak výrazně snižuje bezpečnost tramvajového provozu, což může být zčásti kompenzováno pískováním.

## Bezpečnost
Technika sypání má vliv na plynulost jízdy, nezvládnutí skluzu nebo smyku a nevhodná sypání mohou způsobit závažné poškození elektrovýzbroje elektrických vozidel nerovnoměrnými změnami rychlosti kol nebo poškození kol vozidel (vytvoření plošek smykem zablokovaných kol). Zejména sypače ovládané automatickými systémy protismykové a protiskluzové ochrany mohou ohrozit funkci výhybek, protože nepřerušují sypání v době přejezdu přes ně.
Zásobník i trubka sypače mohou být vyhřívané, aby byl pískovač funkční i za mrazu. Písek musí být kvalitně tříděný a vysušený, zvlhnutí písku nebo průnik větších částic mohou nebezpečným způsobem narušit funkci sypače, například znemožnit sypání nebo zablokovat klapku sypače v nežádoucí poloze. Nadměrné sypání může způsobit odizolování kolejnice a tím narušit funkci zabezpečovacích zařízení (viz např. nehoda v Moravanech) i uzemnění vozidla. Vadná funkce sypače v době stání vlaku může způsobit vykolejení při rozjezdu.